# Archivum Rhenanum – Digitale Archive am Oberrhein

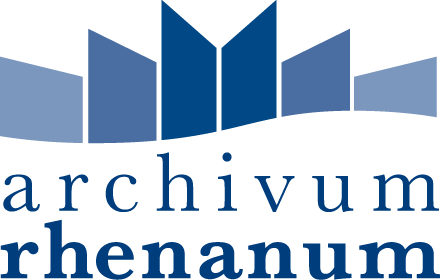
Logo des Projekts „Archivum Rhenanum – Digitale Archive am Oberrhein“

Das Projekt Archivum Rhenanum – Digitale Archive am Oberrhein bzw. Grenzüberschreitendes Netzwerk digitaler Geschichtsquellen: Archive als Gedächtnisse der historisch gewachsenen Landschaft Oberrhein wird ein grenzüberschreitendes, deutsch-französisches Portal und ein offenes Netzwerk von Archiven aufbauen. Es wird von historischen und landeskundlichen Experten, Institutionen und Vereinen unterstützt. Durch Digitalisierung in Kombination mit Erläuterungen soll der breiten Öffentlichkeit Zugang zu grenzüberschreitenden Archivmaterialien geboten werden.

## Das Projekt
In den deutschen und französischen Archiven am Oberrhein, also den Regionen Baden, Pfalz und Elsass, werden einzigartige und zum Teil bis weit in das Mittelalter zurückreichende Handschriften zur Geschichte, etwa zu wirtschaftlichen, sozialen und kulturellen Entwicklungen der Region verwahrt. Dieses kulturelle Gedächtnis war bisher jedoch nur einem kleinen, ausgewählten Personenkreis zugängig – der öffentliche Zugang wurde erschwert durch Sprache, Bildungsstand, eine veraltete Schriftform und die dezentrale Lagerung. Die dadurch entstandene "Grenze" zwischen Frankreich und Deutschland soll durch das geplante, zweisprachige und inhaltlich grenzüberschreitende Portal und ein offenes Netzwerk an Archiven, unterstützt von historischen und landeskundlichen Experten, Institutionen und Vereinen überwunden werden.
Ziel ist die virtuelle Wiederherstellung des historischen Gedächtnisses am Oberrhein. Durch moderne Erläuterungen, eine konsequente Zweisprachigkeit und mithilfe der neuen Medien (Digitalisierung, Onlineangebote, bilinguale Kommunikationsplattformen wie Blogs) soll der Öffentlichkeit Zugang zu dem gesammelten und historischen Wissen am Oberrhein ermöglicht werden.
Der zeitliche Schwerpunkt umfasst das Mittelalter und die Frühe Neuzeit (16. Jahrhundert). Dies sei unabdingbar, da gerade die Quellen aus Mittelalter und Reformation deutlich zeigen würden,"wie wenig damals Grenzen in den Köpfen der Menschen existierten und Grenzen wie der Rhein 'durchlässig' waren". Aber gerade auch diese Bestände waren der Öffentlichkeit bisher nur wenig zugänglich.
Eine Ausweitung auf spätere Zeiträume, etwa bis zu den großen deutsch-französischen Konflikten im 19. und zu Beginn des 20. Jahrhunderts: "Sie wäre auch eine wichtige Perspektive, um die Gesamtheit des Grenzraums in allen Höhen und Tiefen, Schwierigkeiten und 'Verdrängungen' abzubilden und umfassend zugänglich zu machen". Zu den Maßnahmen der Projektpartner (2013–2015) zählen insbesondere die Aufbereitung und Digitalisierung grundlegender historischer Quellen zur Präsentation über das Portal, der Aufbau einer grenzüberschreitenden, deutsch-französischen Datenbank („Archivum Rhenanum“), die dauerhafte Präsentation dieser Datenbank über das Portal, weiter die Vermittlung und Aufbereitung des Kulturgutes als ‚historisches Gedächtnis‘ für die breite Öffentlichkeit sowie eine Konzeption und dauerhafte Koordination einer öffentlichen Diskussions- und Kommunikationsplattform und schließlich die Durchführung konservatorischer Maßnahmen.

## Projektpartner und Förderer
Das Projekt „Grenzüberschreitendes Netzwerk digitaler Geschichtsquellen: Archive als Gedächtnisse der historisch-gewachsenen Landschaft Oberrhein“ wird von der Europäischen Union mit insgesamt rund 156 000 Euro als Teil des EU-Programms „INTERREG“ zur grenzüberschreitenden Zusammenarbeit am Oberrhein gefördert sowie von Kofinanzierer mit ebenfalls 156 000 Euro gefördert.
Projektträger ist das Stadtarchiv Freiburg; darüber hinaus beteiligen sich auch folgende deutsche und französische Einrichtungen, Archive und Vereine:
- Alemannisches Institut Freiburg i.Br. e.V.[3]
- Arbeitsgemeinschaft für geschichtliche Landeskunde am Oberrhein e.V.[4]
- Archives Départementales du Bas-Rhin[5] Strasbourg (F) (Kofinanzierer)
- Archives Départementales du Haut-Rhin[6] Colmar (F) (Kofinanzierer)
- Bistumsarchiv Speyer[7] Speyer
- Breisgau-Geschichtsverein Schau-ins-Land e.V.[8]
- Entente rhénane des archivistes des services municipaux (ERASM)[9] Strasbourg (F)
- Erzbischöfliches Archiv Freiburg i.Br.[10] Freiburg im Breisgau
- Fédération des Sociétés d’Histoire et d‘Archéologie d’Alsace[11] Strasbourg (F)
- Heidelberger Akademie der Wissenschaften, Heidelberg
- Historischer Verein der Pfalz e.V., Speyer
- Institut d’histoire d’Alsace[12] Strasbourg (F)
- Institut für Fränkisch-Pfälzische Geschichte und Landeskunde[13] Universität Heidelberg, Heidelberg
- Institut für pfälzische Geschichte und Volkskunde, Kaiserslautern
- International Centre for Archival Research (ICARUS)[14]
- Landesarchiv Baden-Württemberg – Generallandesarchiv Karlsruhe, Karlsruhe (Kofinanzierer)
- Landesarchiv Speyer, Speyer
- Lehrstuhl für Mittelalterliche Geschichte I und Abt. Landesgeschichte[15] Albert-Ludwigs-Universität Freiburg, Freiburg im Breisgau
- Staatsarchiv Basel-Stadt, Basel (CH)
- Stadtarchiv Mainz[16] Mainz
- Stadtarchiv Speyer, Speyer (Kofinanzierer)
- Vereinigung Auf den Spuren der Habsburger[17] Freiburg im Breisgau